# Yūsuke Minagawa
Yūsuke Minagawa (皆川 佑介?, Minagawa Yūsuke; Tokyo, 9 ottobre 1991) è un calciatore giapponese, attaccante del Nagaworld.

## Statistiche

### Cronologia presenze e reti in nazionale
| Cronologia completa delle presenze e delle reti in nazionale ― Giappone | Cronologia completa delle presenze e delle reti in nazionale ― Giappone | Cronologia completa delle presenze e delle reti in nazionale ― Giappone | Cronologia completa delle presenze e delle reti in nazionale ― Giappone | Cronologia completa delle presenze e delle reti in nazionale ― Giappone | Cronologia completa delle presenze e delle reti in nazionale ― Giappone | Cronologia completa delle presenze e delle reti in nazionale ― Giappone | Cronologia completa delle presenze e delle reti in nazionale ― Giappone |
| Data                                                                    | Città                                                                   | In casa                                                                 | Risultato                                                               | Ospiti                                                                  | Competizione                                                            | Reti                                                                    | Note                                                                    |
| ----------------------------------------------------------------------- | ----------------------------------------------------------------------- | ----------------------------------------------------------------------- | ----------------------------------------------------------------------- | ----------------------------------------------------------------------- | ----------------------------------------------------------------------- | ----------------------------------------------------------------------- | ----------------------------------------------------------------------- |
| 5-9-2014                                                                | Sapporo                                                                 | Giappone                                                                | 0 – 2                                                                   | Uruguay                                                                 | Amichevole                                                              | -                                                                       | 58’                                                                     |
| Totale                                                                  |                                                                         | Presenze                                                                | 1                                                                       |                                                                         | Reti                                                                    | 0                                                                       |                                                                         |

## Palmarès

### Club

#### Competizioni nazionali
- Supercoppa del Giappone: 2

Sanfrecce Hiroshima: 2014, 2016
- Campionato giapponese: 1

Sanfrecce Hiroshima: 2015

### Nazionale
- Universiadi:   1

Kazan' 2013